# Альфонс Кеніг
Альфонс Кеніг (нім. Alfons König; 29 грудня 1898, Мюнхен — 8 липня 1944, поблизу Рогачова) — німецький воєначальник, оберст Сухопутних військ нацистської Німеччини (посмертно). Один з 160 кавалерів Лицарського хреста з Дубовим листям та мечами (1944). Загинув у бою під час операції «Багратіон» у Бобруйському котлі.

## Біографія
Після початку Першої світової війни поступив добровольцем в баварський гірський батальйон. Після демобілізації армії залишений у рейхсвері за контрактом. після закінчення терміну контракту в 1928 році звільнений у відставку. В серпні 1939 року призваний на службу і призначений командиром 6-ї роти 199-го піхотного полку.
Учасник Польської і Французької кампаній. З початком німецько-радянської війни призначений командиром батальйону 217-го піхотного полку. Проявив себе відважним командиром, особливо відзначився у боях в районі Воронежа зимою 1941/42 років. В листопаді 1943 року призначений командиром 199-го гренадерського полку. Взимку 1943/43 років полк добре проявив себе в оборонних боях, а потім і у важкому відступі біля Дніпра в Україні і в боях у Черкаському котлі в лютому 1944 року. В кінці червня 1944 року полк потрапив у котел в районі Бобруйська. Кеніг загинув у бою, намагаючись організувати прорив своїх військ з котла.

## Нагороди
- Залізний хрест 2-го класу (20 листопада 1918)
- Почесний хрест ветерана війни з мечами
- Застібка до Залізного хреста 2-го класу (12 червня 1940)
- Залізний хрест 1-го класу (22 червня 1940)
- Лицарський хрест Залізного хреста з дубовим листям і мечами
  - лицарський хрест (21 грудня 1940)
  - дубове листя (№194; 21 лютого 1943)
  - мечі (№70; 9 червня 1944)
- Штурмовий піхотний знак в сріблі
- Нагрудний знак «За поранення» в чорному
- Медаль «За зимову кампанію на Сході 1941/42»

Військова кар'єра
- 1916 — волонтер
- 1923 — обер-єфрейтор
- 1928 — фельдфебель
- 1937 — лейтенант резерву
- 1939 — обер-лейтенант резерву
- 1941 — гауптман резерву
- 1943 — майор резерву
- листопад 1943 — оберст-лейтенант резерву
- 1944 — оберст резерву (посмертно)